# Илия Чалев
Илия Чалев е български футболист, защитник. Рекордьор по изиграни мачове за Академик (София) в А група – 253. Играл е също за Славия (София) и ЦСКА (София). Общо в А група има 268 мача и 12 гола. Между 1973 г. и 1978 г. записва 11 мача за националния отбор.

## Биография
Чалев дебютира в А група с екипа на Славия (София) през сезон 1967/68, когато участва в 3 мача от първенството. През есента на 1968 г. изиграва още 8 двубоя за „белите“ в елита. На 2 октомври 1968 г. записва и първи мач в евротурнирите, играейки 90 минути при гостуването на шотландския Абърдийн в Купата на УЕФА, което е загубено с 0:2. Напуска Славия през януари 1969 г. след обединението на клуба с Локомотив (София).
Преминава в Академик (София), където се утвърждава като основен футболист и за година и половина записва 40 мача с 1 гол в елитното първенство. През лятото на 1970 г. е привлечен в ЦСКА (София). С „армейците“ става двукратен шампион на България, но изиграва едва 4 мача в А група – 3 през 1970/71 и 1 през 1971/72.
През лятото на 1972 г. се завръща в Академик (София). През следващите 7 сезона е лидер на една от най-силните генерации в клубната история на „студентите“. В този период изиграва още 213 мача в елита и бележи 11 попадения. С клуба печели Балканската купа през 1974 г. и бронзовите медали в А група през сезон 1975/76. През следващия сезон 1976/77 играе в четирите паметни мача на Академик в Купата на УЕФА, когато отборът първо отстранява Славия (Прага), а след това е близо и до сензационно елиминиране на италианския гранд Милан.

## Успехи
ЦСКА (София)
- А група –  Шампион (2): 1970/71, 1971/72

Академик (Сф)
- Балканска купа –  Носител: 1974